# 크라나한
크라나한(스코틀랜드 게일어: Crannachan, 발음 [ˈkʰɾan̪ˠəxan])은 스코틀랜드의 전통 후식이다. 원래는 8월 라즈베리 수확 이후에 만들어지는 수확 기념 음식이었다. 크림과 신선한 제철 라즈베리를 주재료로 스코틀랜드 오트와 위스키를 곁들인다. '스코틀랜드 후식의 논쟁의 여지 없는 왕'으로 불리기도 한다. 크라나한의 기원은 크라우디에 있는데, 크라우디 치즈를 가볍게 구운 오트밀, 크림, 지역 벌꿀과 섞어 만든 인기 있는 아침 식사였다. 제철일 때는 라즈베리를 추가하기도 했다.
크라나한은 이제 일년 내내, 특히 특별한 날에 제공된다. 크라나한을 제공하는 전통적인 방법은 각 재료를 접시에 담아 테이블에 가져다 놓아 각자가 취향에 맞게 후식을 만들 수 있도록 하는 것이다.

## 레시피
이 전통적인 스코틀랜드 푸딩에는 여러 가지 버전이 있다. 초기 레시피는 크림 대신 또는 크림과 함께 크라우디 치즈를 사용했으며, 때로는 크림-크라우디라고 불리기도 했다. 다른 초기 레시피는 위스키를 생략하고 과일을 선택 사항으로 취급하는 등 더 소박했다. 현대적인 레시피는 크라우디 치즈를 간단한 휘저은 크림으로 대체했다. 현대적인 레시피는 일반적으로 더블 크림, 위스키, 벌꿀 및 신선한 라즈베리를 혼합하여 만들며, 구운 오트밀을 소량의 위스키에 밤새 불린다. 높은 후식 잔을 사용하여 제공하는 경우가 많다.
대체 버전의 레시피에는 오렌지 크라나한, 크라나한 트라이플, 스파이스 럼, 쇼트브레드 라운드가 있다. 스파이스 럼 크라나한의 경우 럼 혼합물을 휘저은 크림에 접어 쇼트브레드 위에 올린 다음 라즈베리를 추가한다. 라즈베리를 구할 수 없을 때는 위스키에 불린 건포도를 사용할 수 있다. 초콜릿 크라나한은 다진 구운 헤이즐넛, 라이트 머스코바도 설탕 및 초콜릿으로 만들 수 있다.

## 같이 보기
- 이튼 메스, 딸기와 머랭을 사용하는 유사한 후식
- 실라버브, 유사한 후식